# تعلم اللغة التراثية

تعلم اللغة التراثية أو اكتساب اللغة التراثية هو فعل لتعلم تراث اللغة من مجموعة الإثنية اللغوية والتي تتحدث بلغة تقليديه، أو من أولئك الذين من أسرتهم يتحدثون بلغةٍ تراثية أصلية. وفقًا لتعريف سليم من قِبل فالديس،  تعد اللغات التراثية بشكل عام من لغات الأقليّات في المجتمع وعادةً ما يتم تعلمها في المنزل أثناء الطفولة. عندما ينمو متعلم اللغة التراثية في بيئة بها لغة مهيمنة مختلفة عن لغة تراثهم، يجد أن المتعلم أكثر كفاءةً في اللغة السائدة ويشعر غالبًا بمزيد من الراحة في التحدث بتلك اللغة.  «لغة التراث» قد يشار إليها أيضًا باسم «لغة المجتمع» و «اللغة الأم» و «لغة الأجداد».
هناك أنواع مختلفة من متعلمي اللغة التراثية، مثل المتعلمين الذين لديهم مستويات متفاوتة من الكفاءة في لغة التراث، وأيضًا أولئك الذين يتعلمون لغةً «أجنبية» في المدرسة والتي لديهم صلة بها. Polinsky & Kagan  بتسمية متعلمي اللغة التراثية في سلسلة متصلة تتراوح بين المتحدثين بطلاقة والأفراد الذين يتحدثون القليل جدًا من لغة تراثهم. يشير Valdés  إلى أنه لا يجب إجراء اتصال بلغة التراث إلا من خلال الإتصال المباشر باللغة أو قدر معين من الكفاءة في اللغة. في تصورها العلمي لمتعلمي اللغة التراثية، يمكن للطلاب الذين يتحدثون بلغة أحادية الأرمينية في الولايات المتحدة الأمريكية يعبرون عن أنفسهم بأن لديهم لغة أرمنية تراثية. تعريف مختلف لمتعلمي اللغة التراثية أو المتحدثين بها يتقصر المصطلح على الأفراد الذين تعرضوا للغة في مرحلة الطفولة المبكرة، ولكنهم فقدوا الكفاءة في اللغة من أجل اكتساب اللغة الدارجه في المجتمع في وقت لاحق.
نظريات اكتساب اللغة التراثية في محل خلاف كبير. النظرية الأكثر شيوعًا هي نظرية الاستحواذ غير المكتمل،  لكن علماء آخرين نظروا في تأخر اكتساب اللغة، والاختلافات في المدخلات، والتأثير اللغوي المتداخل كعوامل تساهم في كفاءة متحدثي لغة التراث (انظر القسم الخاص بنظريات الاقتناء). بالنسبة للأطفال الذين قد يكونوا قد اكتسبوا لهجة مختلفة من لغة التراث، فقد يحتاجون إلى نوع فريد من التعليم وقد يختلف عن أساليب التعليم بشكل عام بسبب أنها ستكون أكثر فائدة للطلاب الذين يعانون من اكتساب اللغة الغير مكتمل في سن مبكرة. 
يمكن تعلم لغات التراث في سياقات مختلفة، بما في ذلك دورات التعليم واللغة المدرسية التي ينظمها مجتمع يتحدث بلغة معينة خلال ساعات ما بعد المدرسة أو في عطلة نهاية الأسبوع. عندما ينخرط أحدهم في تعلم لغة التراث غير الرسمي، فإنهم يكتسبون لغة معينة من مجموعة لغوية ثنائية التي تتحدث بها اللغة بشكلٍ تقليدي، أو من شخص تتحدث أسرتهُ بلغةٍ فصحى. يحدث تعليم لغة التراث الرسميه داخل الفصل الدراسي، حيث يتم تعليم المتعلمين لغة يتم استخدامها داخل المنزل أو بين أفراد من مجموعتهم العرقية.  البرامج اللغوية التي تتضمن المدارس في يوم السبت والدورات التدريبية التي تحدث خارج ساعات الدوام المدرسي هي برامج يتم تشجيع فيها الأطفال على تطوير وتحسين كفاءتهم في اللغة التراثية.
وفقاً لفالديس،  استخدام مصطلح «لغة التراث» على نطاق واسع جداً ويمكن أن يشير إلى لغات الأقليات التي يتحدث بها ما يعرفه الكثيرون باسم «الأقليّات اللغوية». عادةً ما تكون لغات التراث مهددة بالانقراض أو لديها إمكانية كبيرة للاختفاء قريبًا دون تدخل، ولهذا السبب هناك عدة مجتمعات في الولايات المتحدة الأمريكية اختارت أن تعمل من أجل الحفاظ على هذه اللغات.

## لغة التراث مقابل اللغة الأم
الفرق بين اللغة الأم (أو ماتسمى اللغة الأولى) ولغة التراث هو تمييز مهم يجب القيام به. يميل مصطلح «اللغة الأم» إلى أن يرتبط مع اكتساب اللغة في سن مبكر جداً ويحمل معه فكرة أن الشخص سوف يحقق قدرًا كبيرًا من الطلاقة والكفاءة في هذه اللغة. عادةً ما تكون اللغة الأم هي اللغة السائدة للمتحدث، ويتوقع أن يكون لهذا المتحدث فهم طبيعي ليس فقط بالمعرفة اللغوية بل أيضًا بالمعرفة التعبيرية والثقافية وعلاوة على ذلك المهارات مثل الكتابة بشكل إبداعي وتأليف الفكاهات والترجمة. ومن ناحية أخرى، يرتبط مصطلح «لغة التراث» ارتباطًا أكثر باللغة التي يتم فيها التضحية بالكفاءة من أجل اكتساب اللغة المهيمنة في مجتمع معين. ليس هذا هو الحال دائمًا بسبب أن بعض المتحدثين بلغات التراث يتمتعون بنفس الكفاءة في اللغة (اللغات) الأخرى.
يختلف متعلموا اللغة التراثية عن الأنواع الأخرى من متعلمي اللغة. يوفر لنا Kagan & Dillon  تمييزًا بين المتحدثين بالروسية كلغة أم، والمتعلمين للغة الروسية كلغة تراث أو كالغة أجنبية في الجدول أدناه. كان الهدف من البحث هو التمييز بين أنواع متعلمي اللغة الروسية واستخدام تلك المعلومات لإنشاء منظور جديد للتعليم. يوضح الجدول أن الطلاب الذين كانت لغتهم الأم هي الروسية. فقد اكتسبوها وهم في سن الطفل واستخدموها طوال حياتهم مع الإتصال بالمجتمع كامل من المتحدثين بلغاتهم. بالنسبة للطلاب الذين تعلموا الروسية كلغة أجنبية (L2) على وجه آخر، كان هناك اللغة الأولى (L1) أو اللغة الأم قبل أن يبدأوا في تعلم اللغة الروسية، وهي اللغة الأجنبية التي عادة ما يتم تعلمها فقط خارج المجتمع. أخيرًا، اكتسب متحدثوا التراث الروسي اللغة الروسية كالغة الأولى (L1)، ولكن عندما هاجروا إلى الولايات المتحدة أصبحت الإنجليزية لغتهم الأساسية. ترك هذا لمعظم طلاب اللغة التراثية مع مستويات مختلفة من الكفاءة في اللغة التراثية بسبب محدودية المجتمع الذي يتحدث الروسية. 
| لغة                                              | محلي                                      | أجنبي                                                   | تراث                                   |
| ------------------------------------------------ | ----------------------------------------- | ------------------------------------------------------- | -------------------------------------- |
| اللغة الأولى (L1) أو اللغة المكتسبة (L2) (العمر) | طفل متحدث اللغة الأولى أو اللغة الأم (L1) | طفل متحدث اللغة الأجنبية (L2) (بعد اكتساب اللغة الأولى) | اللغة الأم (L1) / اللغة الأجنبية (L2)؟ |
| التعرض للغة المستهدفة                            | مجتمع لغة كامل                            | خارج المجتمع                                            | مجتمع محدود                            |

## نظريات الاكتساب
تم اقتراح نظريات الاكتساب في محاولة لشرح سبب اختلاف اختصاص المتحدثين بالتراث في لغة التراث عن زملائهم أحادي اللغة. سيلفينا مونترول كان أساسًا لهذا العمل.   تنص نظريتها الاكتساب الغير المكتملة على أن المتحدثين بالتراث لا يكتسبون بالكامل لغة التراث قبل التحول إلى اللغة الأجنبية الثانية L2. نظرًا لأن الاستنزاف يمكن أن يجعل القواعد «غير مكتملة»، فقد تم تضمين الاستنزاف في هذه النظرية. قام باحثون متعدّدون     بتفنيد اقتراح سيلفينا مونترول من خلال اقتراح أن نظرية الاكتساب غير المكتملة لا تأخذ في الاعتبارفي تأخر اكتساب اللغة وتغيير المدخلات والتأثير اللغوي المتداخل، وكل ذلك عامل مؤثر في الكفاءة اللغوية.
نظرًا لأن الأبحاث حول اكتساب متعلمي اللغة التراثية حديثة نسبياً، ويعود تاريخها إلى أوائل العقد الأول من القرن العشرين، فإن لا يزال هناك الكثير مما يجب اكتشافه حول هذه العملية. من الجيد أن يشار أيضًا إلى أن نظريات الاكتساب التالية تتعلق بمتعلمي اللغة الذين تعلموا على الأقل جزئيًا لغة التراث قبل التحول إلى اللغة السائدة. لمزيد من المعلومات حول متعلمي اللغة التراثية الذين يفتقرون إلى الخبرة الشخصية مع لغة التراث ولكن لديهم أجداد يتحدثون اللغة، راجع تنشيط اللغة.

### نظرية الاكتساب غير المكتملة

#### اكتساب غير مكتمل
تُميز نظرية الاكتساب غير المكتمل بأن الاكتساب التام على اللغة الأولى L1 يحدث خلال فترة الطفولة، ويمتد حتى فترة سن المدرسة.  ولهذا السبب فإن متعلمي اللغة التراثية الذين يتحولون عادةً إلى لغة الثقافة السائدة عند دخولهم المدرسة وبالتالي يواجهون انخفاضًا في المشاركات في لغة التراث ولا يكتسبون أيضاً لغتهم الأولى على الإطلاق. نظرًا لأن طلاب اللغة التراثية نادراً ما يتعلمون في المستوى الأول من حياتهم، فهم غالبًا ما يكونون مؤهلين شفهياً ولكنهم أُميُّون أو لديهم صعوبه الاستيعاب في الكتابة واختلاف الفكر بلغة التراث.  عند التعامل مع تعلم لغة التراث على أنه اكتساب متقطع للغة الأولى L1 بحيث يمكن للمتعلم الوصول إلى قواعد اللغة العالمية، فمن المتوقع أن يكون لمتعلمي لغة التراث معرفة بالمفاهيم الموجودة في المراحل المبكرة من تطوير اللغة الأولى L1 مثل القيود الملزمة، وحركة اللغوية لقاعدة "wh"، وجوانب الدلالات المعجمية، والصراع مع المفاهيم النحوية التي تتطلب الكشف والممارسة المستمرة للأطفال في سن المدرسة على سبيل المثال المفردات المتخصصة وكيفية استخدام الأفعال الشرطية كاللغة الإسبانية.  

#### الإنقاص
قد تكون القواعد النحوية غير المكتملة نتيجة للإنقاص وتحفيز المفاهيم في اللغة الأولى L1 وذلك يعود بسبب عدم كفاية المدخلات بمجرد أن ينتقل الطفل من اللغة الأولى إلى اللغة السائدة.  الإنقاص هو فقدان أو الفشل في الاستفادة الكاملة من «المعرفة النحوية المكتسبة سابقًا».  يحدث التحجرعندما يتكلم المتحدث عن المفاهيم النحوية غير الأساسية ولكنه يحتفظ بالهيكل الأساسي الأساسي للغة.  الإنقاص والتحجر جزءًا من نظرية الاكستاب غير المكتمل لأنهما يجعلان اللغة غير مكتملة ولذلك جادل بيريس وروثمان (2009) بأنه يجب التمييز بين الإنقاص ونظرية الاكتساب غيرالمكتملة في الدراسات المستقبلية لأنه في الواقع حالات الإنقاص يكتسب منها المتحدثون القواعد النحوية تمامًا كأطفال. 

### نظريات الاكتساب البديلة

#### تأخر اكتساب اللغة
قد يحدث التأخر في اكتساب اللغة إلى الاختلاف في الكفاءة اللغوية بين متحدثي التراث ومتحدثين أحاديي اللغة.  قد يكون للاكتساب المتأخر للغة «عواقب على الآليات اللغوية والعصبية والمعرفية» التي تعمل على جعل اكتساب اللغة «سريعًا وناجحًا من دون مجهود».  درس فلوريس وبربوسا (2014) التنسيب العملي للمتحدثين البرتغاليين التراثيين الذين يعيشون في ألمانيا ولخصوا إلى أن المتحدثين باللغات اللتراثية مروا في نفس مراحل الاكتساب مثل نظرائهم أحادي اللغة. وذلك فقد يتأخرعملية اكتساب اللغة واستغرقت وقتًا طويلاً للمتحدثين التراثيين لأنهم قللوا من مدخلات اللغة التراثية.  وبالتالي، يجب النظر في هذه النظرية بالاقتران مع نظريات تباين المدخلات.

#### إدخال
تفترض نظريات الاكتساب التي تتضمن اختلافات في المدخلات بأن مشاركة متعلمي اللغة التراثية للغة الأصل يختلف عن نظرائهم الأحاديين الذين يتحدثون نفس اللغة لأن المجموعتين تتعرضان للهجات وكميات مختلفة من المدخلات.

##### اختلاف اللهجات
تشير النظريات المحيطة باختلاف اللهجة إلى أن الأخطاء أو والتغييرات عن اللهجة الأساسية التي يرتكبها متعلم اللغة الأصل قد تعكس اكتساب مجموعة غير أساسية أو سجل غير رسمي للغة الأصل والتي تشمل اختلافات في خصائص معينة أو عدم وجود خصائص معينة في اللهجة الأساسية. غالبًا ما يتعرض متعلموا لغة الأصل إلى لهجة واحدة أو مجموعة لهجات عامية من لغة الأصل وعلى عكس أقرانهم الذين يتحدثون بأحادي اللغة يتفاعلون مع لهجة أحادية اللغة الأساسية والتي توجد في التعليم الرسمي.  علاوة على ذلك، فإن بعض الخصائص النحوية موجودة فقط في اللهجة الأساسية أو يتم استخدامها بشكل غير منتظم في اللهجة العامية.  يستخدم بيريز وروثامان تعبير «تباعد اختفاء المدخلات المفقودة»، للإشارة إلى الحالات التي تكون فيها خاصية نحوية مفقودة من الصنف العامي.
الفارق الدراماتيكي بين اللهجات الأساسية والعامية واضح بشكل خاص في حالات التشكل اللفظي والجهاز الكتلي والمفترعات الفرعية والمنتهية في اللغة البرتغالية البرازيلية.  وجد Pires and Rothman (2009) أن متعلمي لغة الأصل كالبرتغالية والبرازيلية لا يكتسبون معلومات غير منتهية لأن مدخلاتهم لا «تؤدّي بقوة إلى إنشاء هذه الأشكال».  وبالمثل وجد Dominguez (2009) أن الإنقاص في استخدام وتوزيع الأشكال الإرشادية والشرعية التي كانت في إخراج ناطقين الأصل بالإسبانية موجودة أيضًا في مدخلات الأطفال (خطاب الوالدين). 
يتلقى متعلموا اللغة الأصل في بعض الحالات مدخلات من مهاجري الجيل الأول الذين أظهروا آثار الإنقاص في مجالات معينة. وبالتالي، سيفتقد المتعلم اللغوي الخصائص النحوية في مدخلاته نتيجة لاستنشاق المحاور وسيكرر هذه الأخطاء في مخرجاتها. 
يزعم بيريس وروثمان (2009) أنه بسبب «كلية اللغة الفطرية»، يكتسب الأطفال القواعد النحوية الموجودة في مدخلاتهم تلقائيًا.  لذلك في الختام إنها ليست قدرة ناقصة على اكتساب اللغة بل إن عدم وجود أو تقييد الوصول إلى بعض الخصائص في مدخلات الطفل التي تؤدي إلى أخطاء في إنتاج اللغة.  بدون الوصول إلى لهجة أساسية للغة المستهدفة غالبًا ما توجد في السياقات الأكاديمية الرسمية ويستمر متعلموا أصل اللغة في ارتكاب هذه الأخطاء الإنشائيه.

##### كمية المدخلات
قد يكون لمتعلمي اللغة الأصلية أيضًا كمية أقل من المدخلات من أقرانهم أحادي اللغة لأن لغة الأصل موجودة فقط في عدد محدود من السياقات وبأقل عدد من المحاورين. نقلاً عن الإحصائيات الموجودة في الدراسات التي أجريت على سماع الأطفال ذوي الوالدين الصم، افترض فلوريس وبربوسا (2014) أن متعلمي لغة الأصل كاللغة الثانية يحتاجون إلى 5 إلى 10 ساعات على الأقل من التفاعل والمشاركة أسبوعيًا لتطوير كفاءة لغة الأم. قد تكون ساعات الإدخال مقيدة بشكل خاص بمجرد أن ينتقل متكلم الأصل إلى اللغة السائدة. 

#### التأثير اللغوي المتداخل
قد يحدث التأثير اللغوي في اختلاف كفاءة المتحدثين الأصل. يُظهرمتعلموا لغة الأصل إلى الإفراط في استخدام الخصائص النحوية الموجودة في كل من لغة الأصل واللغة السائدة.  علاوة على ذلك، قد يفضل متعلموا لغة الأصل الهياكل النحوية من اللغة المهيمنة ونقلها إلى لغة الأصل.  لمعرفة المزيد حول نقل اللغة في الأفراد الذين يتحدثون بلغتين، راجع تأثير اللغة المتقاطعة .

## الهوية وتعلم أصل اللغة
هناك العديد من النظريات عبر الأدبيّات التي تسعى إلى توضيح العلاقة بين اللغة والهوية ولكن وجود مثل هذه العلاقة هو الخيط المشترك. بالنسبة لمتعلمي اللغة الأصل عندما لا يتم التعامل مع لغتهم الأم أو اللغة الأصل باعتبارها ذات قيمة في الفصل الدراسي فإن هذا يؤثر سلبًا على نظرتهم إلى أنفسهم وعلى صحتهم العقلية. يفقد العديد من الأطفال الناطقين بلغات الأقليّات القدرة على التحدث باللغة بمجرد دخولهم إلى الفصل بسبب عدة عوامل ضارة تمت مناقشتها أدناه. قد تساعد تعلم اللغة الأصل هؤلاء الأطفال على استعادة أو تجنب فقدان القدرة على التواصل مع آبائهم.
دون القدرة على التواصل مع أولياء الأمور أو أفراد الأسرة الآخرين، يصبح من الصعب إظهار هوية مرتبطة بثقافة الفرد. في الحقيقة بمجرد فقدان لغة الأصل، قد يفقد الأطفال القدرة المعرفية لفهم بعض المفاهيم أو المعتقدات في ثقافة تراثهم. أولئك الذين يفقدون لغة الأصل ويختارون عدم الإبقاء بتواصل على استخدامها غالبًا ما يستوعبون في الثقافة السائدة بسرعة كبيرة.  عندما يحدث تعلم اللغة الأصل والمتعلمين الذين يتحدثون بالغتهم الأصل ولكن بلهجة مختلفة عن الأساس هنا يتم بإرشاد اللغة «الأساسية». وهذا يؤدي إلى فقدان احترام الذات الذي يجعل من صعوبة الهوية الذاتية. 
مجموعة واحدة من متعلمي اللغة الأصل تضمن من خلالها تبني دولي. يرى بعض الآباء والأمهات الذين يتبنون تعليمًا عالميًا بأن تعلم اللغة الأصل جزء ضروري من التواصل مع هويتهم الثقافية الخاصة بهم ويختارون تعلم لغة الأصل مع طفلهم. على الرغم من أن اللغة ليست لغة أصلية لهؤلاء الوالدين، ولكن هي اللغة التي ربما يكون ابنهم قد نشأ فيها وهو جزء ضروري من «الحفاظ على الثقافة»، أو تصرف للتأكد من أن الطفل المتبنى متمسك بثقافة الأصل.
وهناك فئة فرعية أخرى من متعلمي اللغة الأصل هي أن متعلمي التراث المختلط. تشير الدراسات إلى أن هؤلاء الأفراد قد يكون لديهم شعور مشوش بالهوية لأنهم لا يشعرون بأنهم مقبولون تمامًا من قبل أي من الثقافتين. يمكن أن يكون تعلم اللغة الأصل وسيلة لمساعدة الأفراد ذوي التراث المختلط على التواصل مع ثقافة الوالد الذي يتحدث لغة الأقليّات ولكن هؤلاء الأطفال يواجهون العديد من العقبات في متابعة هذه اللغة بسبب كما هو موضح في «العوامل الضارة لتعلم لغة الأصل».
بالنسبة لجميع متعلمي اللغة الأصل، يشير Kondo-Brown إلى أن الكفاءة ترتبط ارتباطًا إيجابيًا بكل من الإدراك القوي للتراث والهوية العرقية ومجتمع قوي في المجموعة العرقية للفرد. الكثير من الأبحاث تدعم هذا الادعاء.     في دراسة لمتعلمي لغة التراث الياباني، وجد Kondo-Brown أن الأفراد الذين يتحدث أحد الوالدين يتحدثون اللغة كان أفضل بكثير في كل من المعرفة النحوية، وأدوات التقييم الذاتي المختلفة من أولئك الذين ليس لديهم والد يتحدث اليابانية. الأفراد في هذه الدراسة نفسها مع جد واحد يتحدث اليابانية، أو يجري فقط من أصل ياباني أداء على نفس المستوى، دون تلك مع أحد الوالدين يتحدث اليابانية. يعزو كوندو براون هذا الاختلاف إلى التباين بمعنى الهوية العرقية. 

## سياقات تعلم لغة الأصل

### نظرة عامة: قبل أن يبدأ برنامج التعلم
يعد تعلم اللغة الأصل في العموم هي محاولة لاستعادة الهوية الثقافية للشخص وبالتالي يرتبط بفقدان اللغة الذي يعاني منه المهاجرون والسكان الأصليون.  خُلقت الهجرة والاستعمار في جميع أنحاء العالم مجتمعات من الناس الذين يتحدثون لغات أخرى غير اللغة السائدة في المنزل. إن وضع الأقليّة يعني أنه يجب عليهم التنقل في آثار الاختلاف اللغوي والتعبير عن الثقافة والعرق والقيم من خلال اللغة. يستشهد غالبًا متعلموا لغة الأصل برغبة في التواصل مع تراثهم الثقافي كدافع رئيسي لدراسة لغتهم الأصل.  قد تكون توجهاً أيضًا بالبروز العالمي والمزايا المهنية المحتملة لبعض لغات الأصل. كوجهات رئيسية ومصدر للغة المهيمنة في العالم، فإن الولايات المتحدة الأمريكية وكندا وأوروبا الغربية وأستراليا تعد موطنا لعدد كبير من الناطقين بلغات الأصل.  يعد تدريس اللغات الأصل للسكان الأصليون في أستراليا والأمريكتان كلغات أولية وهم بصدد إحياءها بعد آثار الاحتلال الاستعماري. 

### حالة الهجرة مختلفة في مختلف البلدان واللهجات
يعكس توزيع لغات المهاجرين حول العالم إلى أنماط الهجرة على حد كبيرعلى سبيل المثال، من المرجح أن يتم تدريس الإسبانية والصينية كلغات أولية في الخارج.  يمكن أن يختلف ملف تعريف لغة مجتمع مهاجر واحد أيضًا بسبب وجود لهجات مختلفة. وهذا الاختلاف في اللهجات وحتى أنظمة الكتابة يمكن أن يكون عقبة أخرى في تلبية احتياجات المجتمع.  ويمكن أيضاً أن يؤدي إلى انحسار وتقلص أعداد المهاجرين في أي بلد. أظهرت دراسة أجراها المركز الوطني لموارد التراث باللغة (UCLA) أن اهتمام متحدثي الأصل بلغتهم الأم في الولايات المتحدة يميل إلى التراجع مع دخولهم المدرسة، ولكن قد يرتفع مرة أخرى في سنوات المراهقة المتأخرة، مما يدفع قرار دراستها في الكلية. 

### معوقات مختلفة لبرامج التعليم
تتعارض دراسة وتعليم لغات التراث الأصلي مع المحاولات السابقة للحكومات الاستعمارية في الاستيعاب الثقافي. إن عملية فقدان اللغة التي تسارعت فيها السياسات والممارسات الاستعمارية تعني أن العديد من اللغات الأصلية تواجه خطر الانقراض، وأن الجهود المبذولة لتدريسها كلغات أولية تتقاطع مع مشاريع واسعه لتنشيط اللغة. بينما من المحتمل أن يكون هناك لدى متعلمي اللغات المهاجرة معرفة جزئية على الأقل بلغتهم منذ سن مبكر، ولكن متعلمي اللغة الأصلية ربما لم يتحدثوا بلغاتهم مطلقًا قبل أن يبدأوا في تعلمها في إطار رسمي.  ومما يزيد من تعقيد التعليم في هذه اللغات من وصمة العار الاجتماعية، واحتلاف المشاعر أو عدم كفاية من بعض السكان الأصليين في ربط لغتهم بسبب التدخل الاستعماري.  قد لا يتمكن أو لا يرغب في نقل لغتهم إلى متحدثين بالغين ينتمون إلى مثل المدارس السكنية الكندية (مشروع لاستيعاب الشعوب الأصلية)، والتي أبلغت لجنة الحقيقة والمصالحة الكندية عن آثارها النفسية السلبية لأطفالهم.

## علم أصول التدريس التراثي
يتمتع متعلموا اللغة التراثية أو الأولية إلى ظروف واحتياجات تعليمية متباينة على نطاق واسع تميزهم عن متعلمي اللغات الأجنبية.  قد يكون لديهم فهم بسيط للغة أو لا يفهمونها على الإطلاق، أو يكونون قادرين على التحدث ولكن لا يقرؤونها أو يكتبونها بشكل جيد.  التعليم الرسمي بلغات الأصل موجود منذ القرن التاسع عشر، في مجتمعات المهاجرين والمدارس الخاصة والدينية. لم تجذب لغات الأصل أي اهتمام تعليمي عام وحتى الجامعات بدأوا في مفهوم لغة الأصل نفسه في الظهور كحقل منفصل عن تعلم اللغة الأجنبية.  يشار أيضًا إلى أن لغات التراث على أنها لغات مجتمعية أو عرقية أو أجداد أو أقليّة أو غير رسمية، ولكن يبدو أن مصطلح لغة التراث قد نشأ مع برامج كندية من هذا النوع.

### أساليب
عند تصميم مناهج اللغة التراثية وطرق تدريسها، يحاول اللغويون والمعلمون معالجة الطرق التي يتفرد بها متعلموا الأصل. على عكس تعليم اللغات الأجنبية، تركز طرق تدريس لغة التراث بشكل أكبر على محو الأمية والنهج التجريبية القائمة على المحتوى.  نظرًا لأن الهوية الثقافية جزء نهائي من تعلم لغة التراث، فغالبًا ما يتم تعليم اللغات إلى جانب الممارسات الثقافية.  لا يقتصر تدريس لغات التراث على الفصل الدراسي؛ قد يكون جزءًا من سياقات المجتمع المحلي الأخرى مثل العمل التطوعي والتدريب الداخلي والرحلات الميدانية ومشاريع التاريخ الشفهي أو القوات الكشفية. 

### التراث وتعليم اللغة الأجنبية
هناك سؤال واحد يواجه برامج اللغة التراثية هو أن علاقة متعلمي اللغة التراثية بمتعلمي تلك اللغة الأجنبية. يتمتع هذان النوعان من الطلاب بخلفيات تعليمية وثقافية ونفسية مختلفة، ومما قد يؤدي إلى نتائج تعليمية غير متساوية إذا تم تدريسهم معًا.  يمكن تعليم متعلمي اللغة التراثية في برامج منفصلة تمامًا عن متعلمي اللغات الأجنبية، أو في الدورات التدريبية حيث يتم دمج أنواع مختلفة من المتعلمين بدرجات متفاوتة. يمكن أيضًا تعليمهم إلى جانب نظرائهم في اللغة الأجنبية دون تمييز بينهم، كما هو الحال أيضاً في دورات اللغة الجامعية. 

## العوامل السلبية لتعلم لغة التراث
غالبًا ما ينهي المهاجرون الأمريكيون سعيهم لتعلم اللغة التراثية بعد جيلين أو ثلاثة أجيال في الولايات المتحدة، وأصبح من الشائع الآن التحول إلى اللغة الإنجليزية خلال جيلين.  يمكن أن ينبع قرار إنهاء تعليم اللغة التراثية من مجموعة متنوعة من العوامل ولكن غالبًا ما يتضمن ضغطًا اجتماعيًا لاستخدام اللغة المهيمنة.   ينظر بعض متحدثي اللغة الثانية إلى اللغة المهيمنة على أنها متفوقة أو تربطها بالمجتمع الطبقة العليا ويفضلونها على لغة تراثهم، أو يعتقدون أنها ستقودهم إلى فرصة أكبر من لغتهم الأم.  لا يشجعون بعض الآباء في استخدام لغة التراث في المنزل بسبب الخوف من أن أطفالهم يجدون صعوبة في تعلم اللغة المهيمنة إذا كانوا يتعلمون لغة أخرى أيضًا.  هذا الاعتقاد لا يدعمه البحث. أظهرت الأبحاث التي أجراها يان وإيلينا (كما ورد في يلماز 2016) أداء أفضل في اللغتين مقارنة مع أحادية اللغة في القدرة اللغوية المعدنية، والمجتمعية ومراقبة الاهتمام.  يشير هذا البحث وغيره من الأبحاث في الواقع إلى المزايا المعرفية لثنائية اللغة بما في ذلك القدرة المعرفية الأكبر والمرونة العقلية. 
من الممكن أيضًا فرض قيود عملية على تعلم لغة التراث، ويمكن أن تشمل محدودية الوصول إلى الموارد لتعلم لغة التراث ومواد محدودة في لغة التراث. قد تؤدي الفصول الدراسية مزيجًا من القيود الاجتماعية والعملية أيضًا إلى تثبيط استخدام لغات الأقليّات من قبل الطلاب أثناء التدريس. 
قد يكون هناك وصمات أخرى تسهم في فقدان تعلم لغة التراث في الفئة الفرعية من متعلمي التراث المختلط. إذا لم يكن من المقبول على نطاق واسع بالزواج من خارج ثقافتهم وقرر الأفراد القيام بذلك على أي حال فقد يفقدون التواصل مع مجتمعهم العرقي عند الزواج. هذا يتركهم دون الوصول إلى مجتمع من المتحدثين بلغتهم التراثية. لا يتاح لأطفالهم الآن سوى القليل من الوصول إلى اللغة الأم لأحد الوالدين، وفرصة ضئيلة لمتابعة تعلم اللغة التراثية. 
على الرغم من أن تعلم اللغة التراثية يمكن أن يكون مهمًا في العديد من الحالات إلا أن المخاطر كبيرة عندما تكون اللغة على وشك الانقراض. في بعض الحالات، يكون السعي النشط لتعلم لغة التراث ضروريًا لإبقاء لغات الأقليّات على قيد الحياة، ولذلك قد يعود إلى أن هناك موارد تعليمية محدودة للقيام بذلك. لغة شعب شيروكي في ولاية كارولينا الشمالية وأمة شيروكي في أوكلاهوما تنسجم مع هذه الفئة. في هذه الحالات، من المحتمل أيضًا أن يكون هناك وصول محدود إلى المجتمعات الاجتماعية للمتحدثين الأصليين للتواصل معهم. قد لا يحقق المتحدثون الطلاقة اللازمة لإبقاء اللغة على قيد الحياة بدون هذه المدخلات الطبيعية وكذلك المدخلات التربوية وقد تنقرض لغة الأقليّة.